# Rio Capivara (São Paulo)
O Rio Capivara é um rio brasileiro do estado de São Paulo. Nasce em Botucatu, segue em direção norte e desagua no rio Tietê em Porto Martins próximo a São Manuel, tem cerca de 30 quilômetros. O rio Capivara possui como principais afluentes os ribeirões e córregos Araquá e Capivara.